# Archie Fisher

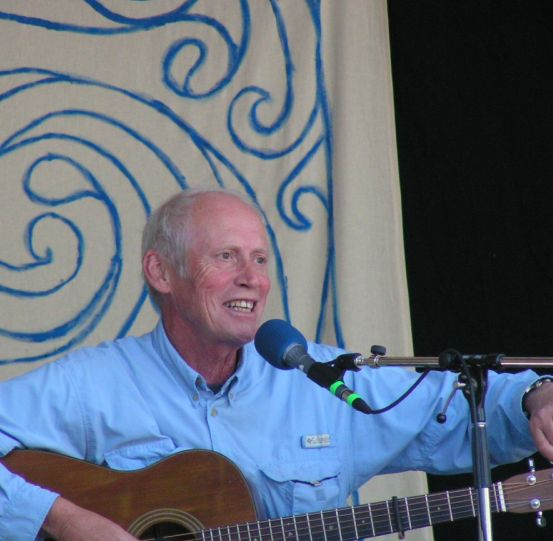

Archie Fisher (Glasgow, 23 oktober 1939) is een Schotse volkszanger.
Zijn zusters Ray en Cilla Fisher zingen ook.
In 1960 ging Fisher naar Edinburgh en trad hij op in de folkclub The Howff van Roy Guest. In 1962 produceerden Ray en Archie een single op het label Topic Records, Far Over the Forth. Zij traden op in het BBC-programma Hootenanny. In 1965 produceerde de hele familie het album Traditional and New Songs from Scotland. Vanwege het Edinburgh Folk Festival ontstond in 1964 het album Edinburgh Folk Festival vol 2 met opnamen van Ray Fisher, Archie Fisher, Anne Briggs en The Ian Campbell Folk Group met Dave Swarbrick.
In 1983 begon Fisher een folkprogramma op Radio Scotland, getiteld Travelling Folk. Fisher toerde door Canada en de Verenigde Staten. Hij woont in het noorden van Engeland.

## Discografie
Met de Fisher Family
- Traditional and New Songs from Scotland (1965)

Soloalbums
- Archie Fisher (1968)
- Orfeo (1970)
- Will Ye Gang, Love (1976)
- The Man With a Rhyme (1976)
- Sunsets I've Galloped Into (1995)

Met Barbara Dickson
- The Fate o' Charlie (1969)
- Thro' the Recent Years (1970)

Met Garnet Rogers
- Off the Map (1986)

- International Standard Name Identifier: 0000 0000 7384 5558
- Library of Congress Control Number: no96018232
- MusicBrainz: 93b8509f-6b02-4489-802d-43b4371c1d82
- Virtual International Authority File: 19270759
- WorldCat: E39PBJkhQrPw3RvMJfxwQGrXh3